# 西山宏太朗
西山 宏太朗（にしやま こうたろう、1991年10月11日 - ）は、日本の男性声優、歌手。神奈川県横浜市出身、81プロデュース所属。

## 来歴
小学6年生のころから「将来は声を使った仕事をしたい」と1番は声優、2番はアナウンサー、3番は漫画家になりたいと文集に書いた。中学生のころ、友人からも「声優になったら?」と勧められた。当時はまだ声変わり前で「特徴的な高い声」だったため、「自分でももしかしていけるかな」と思い、声優や演技が学べるクラーク記念国際高等学校の声優コースに進学する。
2009年、第3回81オーディションに参加、特別賞を受賞し、養成所に入る。2011年5月より81プロデュースに所属となった。
2015年7月16日、入江玲於奈、谷口悠の3人からなるエンターテイメント集団「大井町クリームソーダ」を発足。西山は大井町クリームソーダ2号。
2018年、『学園ベビーシッターズ』でテレビアニメ初主演。初めての主役で「かなり気合いが入った現場」だったといい、「主演をしないと見られない景色」があると気づかされたという。同年、第12回声優アワードにて新人男優賞を受賞。
2020年、ミニアルバム「CITY」でランティスよりソロ名義で歌手デビュー。

## 人物・エピソード
中学はバスケットボール部に所属。高校は部活に入らずアルバイトをしていた。最初は牛丼屋、その後にドラッグストア、コンビニ。それと並行して塾の事務作業をし、塾の講師が紙に書いた問題をWordやExcelを使ってデータ化処理作業をしていた。
年の離れた姉と兄がいる。
『A&G ARTIST ZONE 2h』（超!A&G+）で一緒にアシスタント・パーソナリティーをしていた入江玲於奈とは仲が良く何でも話せる。また同じ声優の鈴木裕斗とも、こまめに連絡をとっており、近況報告やお互いの意見交換がすごく勉強になり、客観視した大人っぽい意見をくれるので、相談事をすることが多い。尊敬している先輩に柿原徹也を挙げており、『美男高校地球防衛部LOVE!』の鬼怒川熱史役が決まった時、激励をされ支えになったという。
土師亜文とは養成所からの同期である。

## 出演
太字はメインキャラクター。

### テレビアニメ
2012年
- アクセル・ワールド（男子1）
- ココロコネクト（男子生徒）
- さんかれあ（小太りの男）
- メタルファイト ベイブレード ZEROG（ブレーダーB）

2013年
- ステラ女学院高等科C3部（敵B、客）
- 断裁分離のクライムエッジ（男子生徒）
- 団地ともお（イヌ先生）
- ハヤテのごとく! Cuties（スタッフ）
- プリティーリズム・レインボーライブ（男子2）

2014年
- アオハライド（男子中学生）
- 異能バトルは日常系のなかで（生徒A）
- PSYCHO-PASS サイコパス 2（男）
- ディーふらぐ!（松久）
- のうりん（生徒）
- ハイキュー!!（2014年 - 2020年、川島、成田一仁、川下） - 5シリーズ / 総集編として2015年に『終わりと始まり』『勝者と敗者』、2017年に『才能とセンス』『コンセプトの戦い』がそれぞれ劇場上映
- フランチェスカ（職員）
- Free!-Eternal Summer-（岩清水透）
- もっふりモフ☆モフ（ブラモフ）

2015年
- アニメドキュメント　あの日、僕らは戦場で　少年兵の告白 (照屋義松)
- オーバーロード（戦士達、騎士達、衛兵、ベロテ）
- 境界のRINNE（男子A）
- 四月は君の嘘（サッカー部員）
- ジュエルペット マジカルチェンジ（雲母朔太郎）
- スタミュ（生徒）
- 探偵チームKZ事件ノート（上杉和典）
- 長門有希ちゃんの消失（男性、野球部員A、男性教師、野球部員B、教師）
- ノラガミ ARAGOTO（鈴巴）
- 美男高校地球防衛部LOVE!（2015年 - 2016年、鬼怒川熱史） - 2シリーズ
- ポケットモンスター XY（部下A）

2016年
- ALL OUT!!（2016年 - 2017年、気田悠人）
- キズナイーバー（日染芳春）
- SERVAMP-サーヴァンプ-（虎雪）
- タイムトラベル少女〜マリ・ワカと8人の科学者たち〜（レオーネ）
- 91Days（フラテ）
- ハイスクール・フリート（大賀）
- ハルチカ〜ハルタとチカは青春する〜（岩崎浩二 / 岩崎部長）
- 腐男子高校生活（台後）

2017年
- サクラダリセット（非通知くん）
- 笑ゥせぇるすまんNEW（銅鑼木遊良）
- コンビニカレシ（美木圭一）
- 戦刻ナイトブラッド（内藤昌豊）
- TSUKIPRO THE ANIMATION（2017年 - 2021年、堀宮英知、英知） - 2シリーズ

2018年
- 働くお兄さん!（アンゴラ森先輩、マンチカン）
- 学園ベビーシッターズ（鹿島竜一）
- メジャーセカンド（2018年 - 2020年、佐藤光 / 坂口光） - 2シリーズ
- 千銃士（ローレンツ）
- 中間管理録トネガワ（川崎敏政）
- ゾイドワイルド（2018年 - 2019年、ガーリック）
- 逆転裁判 〜その「真実」、異議あり!〜（天杉優作）
- ガイコツ書店員 本田さん（ケンドウ、K社営業、バイトくん、おじさん、S社営業 他）

2019年
- B-PROJECT シリーズ（2019年 - 2023年、寺光唯月） - 2シリーズ
- エガオノダイカ（アラン）
- ジモトがジャパン（2019年 - 2020年、安孫子時生）
- MIX（2019年 - 2023年、赤井遼、勢南選手A） - 2シリーズ
- 叛逆性ミリオンアーサー（アンディ）
- あんさんぶるスターズ!（深海奏汰）
- BEM（ロディ・ウォーカー）
- スタンドマイヒーローズ PIECE OF TRUTH（都築京介）

2020年
- A3!（皆木綴） - 2シリーズ
- イエスタデイをうたって（雨宮）
- GETUP! GETLIVE! #げらげら（東沢楓）
- あはれ!名作くん（つみれ）

2021年
- アイ★チュウ（麗朔空）
- ドラゴン、家を買う。（弓使い）
- 不滅のあなたへ（リーンの婚約者）
- マジカパーティ（2021年 - 2022年、シルヴァー、ペンギート〈赤〉）
- RE-MAIN（岡栄太郎）
- アイドリッシュセブン Third BEAT!（2021年 - 2023年、棗巳波） - 2シリーズ
- MUTEKING THE Dancing HERO（ウィンター）
- 吸血鬼すぐ死ぬ（2021年 - 2023年、サギョウ） - 2シリーズ

2022年
- 平家物語（高倉天皇）
- ふしぎ駄菓子屋 銭天堂（蘇我鉄志）
- 賢者の弟子を名乗る賢者（アイゼンファルド）
- アオアシ（中野淳之介）
- ダンス・ダンス・ダンスール（田倉大和）
- ヒロインたるもの!〜嫌われヒロインと内緒のお仕事〜（三年男子生徒B）
- シュート!Goal to the Future（糸田普唯）

2023年
- ノケモノたちの夜（シュラ）
- HIGH CARD（ジャスパー・リベラ）
- 魔法使いの嫁 SEASON2（アイザック・ファウラー） - 2シリーズ
- わたしの幸せな結婚（辰石幸次）
- 名探偵コナン（中島隆）
- 新しい上司はど天然（桃瀬健太郎）
- とあるおっさんのVRMMO活動記（グリーン・ドラゴンの使者）
- ドッグシグナル（浅沼さんの夫）

2024年
- 休日のわるものさん（組織員A）
- ROLY POLY PEOPLES（ローリー）
- 鬼滅の刃 柱稽古編
- エグミレガシー（招かれざる客）
- Re:ゼロから始める異世界生活 3rd season（2024年 - 2025年、キリタカ） - 2シリーズ
- メカウデ（タニ）

2025年
- えぶりでいホスト（シン）
- WIND BREAKER Season 2（桃瀬匠）
- 桃源暗鬼（皇后崎迅）
- キミと越えて恋になる（相田雪紘）

### 劇場アニメ
- BLAME!（2017年、シゲ）
- 劇場版 Free!-Timeless Medley-約束（2017年、岩清水透）
- 劇場版アイドリッシュセブン LIVE 4bit BEYOND THE PERiOD（2023年、棗巳波）
- 劇場版ハイキュー!! ゴミ捨て場の決戦（2024年、成田一仁[78]）
- 劇場版 鬼滅の刃 無限城編 第一章 猗窩座再来（2025年）

### OVA
- ノゾ×キミ（2015年、男子B） - コミックス第6巻OVA付き限定版

### Webアニメ
2010年代
- ホイッスル!（ボイスリメイク版）（2016年、森長祐介）
- ぬいぬい日昇三兄弟（2017年、日昇葵）
- 夢王国と眠れる100人の王子様 ショート（2017年、シャオ）
- カラダ探し（2017年、浦西翔太）
- もしもし、てるみです。（2018年、鈴太郎） - アニメビーンズ配信

2020年代
- サクラ革命 〜華咲く乙女たち〜 スペシャルアニメ（2020年、大石義孝）
- 発明王 ニバン・センジ（2020年、ニバンセンジ）
- ROLY POLY PEOPLES（2022年 - 2023年、ローリー）
- ペンペとピンピ（2022年 - 2023年、ペンペ、脚本） -2シリーズ
- Plott
  - ハンドレッドノート（恵美まどか）
  - 混血のカレコレ（恵美まどか）
  - テイコウペンギン（恵美まどか）

- ELEMON（2024年、ジョセフ）

### ゲーム
2014年
- ハイキュー!! 繋げ!頂の景色!!（成田一仁）
- モンスターハンター メゼポルタ開拓記（ライオット）

2015年
- あんさんぶるスターズ！（2015年 - 2020年、深海奏汰）
- 小林が可愛すぎてツライっ!! ゲームでもキュン萌えMAXが止まらないっ(*´ェ`*)（藤堂くん）
- 美男高校地球防衛部LOVE!GAME!（鬼怒川熱史）
- フューチャーカード バディファイト 友情の爆熱ファイト!（月宮真）
- 夢王国と眠れる100人の王子様（シャオ、リエル）

2016年
- アイ★チュウ（麗朔空）
- 一血卍傑-ONLINE-（ミツクニ）
- 円環のパンデミカcode-S-（秋月ミヤビ）
- グランブルーファンタジー（2016年 - 2023年、四天王ウィストム、ジャスティン）
- 数乱digit（弐藤光）
- スタンドマイヒーローズ（都築京介）
- SOUL REVERSE ZERO（アレン、ガウェイン、シグムンド、平教経、トリスタン、ゲオルギウス、ゼロ）
- B-PROJECT 無敵*デンジャラス（寺光唯月）
- ひきこもり改造計画（リョウ）
- マジきゅんっ!ルネッサンス（功刀刻臣）
- メイプルストーリー（ファントム）
- ゆのはなSpRING!〜Cherishing Time〜（二葉爽一郎）
- 黎冥学園生徒会 〜天魔の末裔と禁断の果実〜（生天目ケイ）

2017年
- A3!（皆木綴）
- アイドリッシュセブン（2017年 - 2024年、棗巳波）
- 茜さすセカイでキミと詠う（オモイカネ）
- ツキノパラダイス。（堀宮英知）
- キャプテン翼 〜たたかえドリームチーム〜（レオ）
- 無人戦争2099（石堂流門）
- スタレボ☆彡 88星座のアイドル革命（朝比奈千夜）
- オトメ勇者（サシャ）

2018年
- 暁のエピカ -Union Brave-（イグレシア）
- マジェスティック☆マジョリカル vol.2（壬生惣太郎）
- ダッシュ！（オリヴァー）
- アトリエオンライン 〜ブレセイルの錬金術士〜（クレソン）
- クイズRPG 魔法使いと黒猫のウィズ（レマ・サバル）
- 紡ロジック（諸戸宮蒼星、諸戸宮紅陽）
- 夢間集（那迦）
- 千銃士（ローレンツ）

2019年
- なむあみだ仏っ!-蓮台 UTENA-（広目天）
- ドラゴンクエストXI 過ぎ去りし時を求めて S（モレオ）
- 星鳴エコーズ（水城翠）
- BUSTAFELLOWS（アレックス）
- 干支かれ（つむぎ）

2020年
- あんさんぶるスターズ!!　Basic / Music（2020年 - 2024年、深海奏汰） - 2作品
- デジモンリアライズ（ベアモン）
- 食物語（叫化鶏）
- サクラ革命 〜華咲く乙女たち〜（大石義孝〈男主人公〉）
- ドラゴンクエストX いばらの巫女と滅びの神 オンライン（星辰武王）
- WAR OF THE VISIONS ファイナルファンタジー ブレイブエクスヴィアス 幻影戦争（ミーチェ）

2021年
- サンクタス戦記-GYEE-（フェリクス）
- 刀剣乱舞 ONLINE（2021年 - 2023年、姫鶴一文字）
- B-PROJECT 流星*ファンタジア（寺光唯月）
- ラグナドール 妖しき皇帝と終焉の夜叉姫（金狐）
- 千銃士:Rhodoknight（ローレンツ）
- 恋愛戦国ロマネスク 〜影武者姫は運命をあやなす〜（橘屋）

2022年
- 夢職人と忘れじの黒い妖精（ギー）
- 聖剣伝説 ECHOES of MANA（キルト）

2023年
- 結合男子（浮石三宙）
- イケメンヴィラン〜闇夜にひらく悪の恋〜（リアム・エヴァンス)
- 呪術廻戦 ファントムパレード（結木海斗）

2024年
- コードジェム（大江 禎晃）
- 悪魔王子と操り人形（ティス）
- モルガナティックアイドル（Jace）

### ドラマCD
時期不明
- アインザッツ（篠掘寿世）
- 飼い主獣人とペット女子高生（ロルフ）

2015年
- まほう×少年×Days!!!!! ドラマCD 1（学生）
- SolidS ドラマCD第2巻「-Two of a kind.-」（堀宮英知）

2016年
- おはようからおやすみまで 第2弾 図書館の恋〜文学少女の窓辺〜（播磨サトシ）
- ラブネットチューン Type-05 彼岸花（彼岸花）

2017年
- トゥッティ!フルッティ!! 上、下巻（佐竹結城）

2018年
- 酔いどれののの vol.1〜こんな先輩みたことない〜（澤乃井涼）
- 学園ベビーシッターズ（鹿島竜一）※『LaLa』2018年2月号付録、16巻ドラマCD付き特装版
- B-PROJECT KING of CASTE 〜Sneaking Shadow〜（ユヅキ / 寺光唯月）

2019年
- いろいろあったね。〜スパダリ小児科医 美鈴良紀の場合〜（美鈴良紀）
- おとどけカレシ Cherish（北条玉貴）
  - おとどけカレシ Cherish Vol.2 北条玉貴（北条玉貴）

- GETUP! GETLIVE! Steam Rising（東沢楓）

2020年
- 新しい上司はど天然（桃瀬健太郎）
- 千歳くんはラムネ瓶のなか ドラマCD「王様とバースデー」（水篠和希）
- 蔵人美男児 シチュエーションCD（菊池光宗）

2022年
- #となりの男の子（春澄遊真）

2024年
- 恋した人は、妹の代わりに死んでくれと言った。（ベンジャミン）

### BLCD
- 愛の蜜に酔え!（有塚）
- あなたは怠惰で優雅（上級生、男）
- アンビバレンス（久慈碧音）
- 一生続けられない仕事1 （平井圭一）
- インモラル・トライアングル（篠崎黒兎）
- SとN（名取悠太）
- エンプティースイーティー（ユキ[139]）
- 北山くんと南谷くん（北山雄貴[140]）
- 君には届かない（天宮颯一郎）
- 5人の王！前編・後編（ギュールズ）
- ジャッカス！（保坂）
- スメルズライクグリーンスピリット（生徒）
- セブンティーンシロップ（瀬尾和真）
- 鯛代くん、君ってやつは。（マル[141]）
  - 鯛代くん、君ってやつは。2
- ハングアウトクライシス（蓮見深也）
- ひとりじめボーイフレンド（吉田次郎）
- フェロモホリック（海野流兎）
- ブルースカイコンプレックス fourth・ third・ sixth・seventh・eighth・ninth（春川範康）
- 僕らの三つ巴戦争（ナス、生徒1、教師1）
- 優男とサディスティック（会社員）
- ラベルド・タイトロープ・ノット（雁屋）
- ララの結婚2-3（ララの夫、ロサン）

### ラジオドラマ
※はWebラジオ番組。
- らじどらッ！〜夜のドラマハウス〜
  - 「はじめの一歩」（2015年）
  - 「ハロウィン」（2015年）
- シャープさんとタニタくん@ スピンオフラジオドラマ「タニタくんのはかる日常」（2016年、タニタ）
- トゥッティ!フルッティ!!（2017年※、佐竹結城）

### 吹き替え

#### 映画
- コッホ先生と僕らの革命（生徒）
- 大統領の執事の涙 ※ソフト版
- 私にもできる!イケてる女の10(以上)のこと（キャメロン）

#### ドラマ
- エージェント・オブ・シールド
- NCIS:LA 〜極秘潜入捜査班（トゥアン・グエン）
- ゲームシェイカーズ
- スクール・オブ・ロック（ローレンス〈エイダン・マイナー〉[142]）
- ボルジア家 愛と欲望の教皇一族（アントネッロ）
- 2gether (タイのテレビドラマ)（グリーン〈ガン〉[143]）
- ギャップ・ザ・シリーズ（ノップ〈ラチャノン・カンピアン（on）〉[144]）

#### アニメ
- きかんしゃトーマス（スクラフ、いたずら貨車）
- きかんしゃトーマス (2Dアニメ)（ケンジ）
  - きかんしゃトーマス めざせ!夢のチャンピオンカップ（ケンジ[145]）
- クズ悪役の自己救済システム（明帆[146]）

### デジタルコミック
- Beeマンガ 今日、恋をはじめます（2011年、男子生徒）
- VOMIC 僕のヒーローアカデミア（2015年、シンリンカムイ）
- Beeマンガ 胸が鳴るのは君のせい（2016年、有馬隼人）
- comico ボイスコミック キミのとなり。〜年の差恋愛の事情〜（2019年、立花春人[147]）※アプリのみで配信
- 今日から使える薬学的お世話（2021年、夏目博人[148]）
- 群舞のペア碁（2022年、臨群舞[149]）
- ブラックナイトパレード（2023年、日野三春[150]）
- ボイスコミックライブ 公演A「一筋縄ではいかない恋特集」（2024年）[151][152]
  - ピンクとハバネロ（黒瀬彗）
  - お姉ちゃんの翠くん（雪代翠）
- ポン太がヒトになりまして。（2024年、うるは[153]）

### オーディオブック
- MM9（朗読[154]）
- 真田十勇士（朗読）
  1. 参上、猿飛佐助[154]
  2. 決起、真田幸村[154]
  3. 激闘、大坂の陣[154]
- ひきこもり探偵シリーズ（朗読）
  - 青空の卵[154]
  - 仔羊の巣[154]
  - 動物園の鳥[154]
- 切れない糸（朗読[155]）
- 青くて痛くて脆い（田端楓[156]）
- かがみの孤城（スバル[157]）
- 芸人ディスティネーション 1〜2巻（鳴雲俊史[158][159]）
- 勇者と勇者と勇者と勇者（ルディ[160]）
- 千歳くんはラムネ瓶のなか[161] 1〜2巻（水篠和希）
- 第2回izure大賞オーディオブック（朗読[162]）
  - きつねのお面
  - 七月二十四日、私は留年した。
  - 発光
  - ひとくちラノベ・空
- こうして彼は屋上を燃やすことにした（ライオン[163]）
- クズと天使の二周目生活 第2巻（鳴雲俊史[164]）
- フィッターXの異常な愛情（2022年[165]）
- 令和 屋根裏の散歩者（朗読[166]）

### ラジオ
※はインターネット配信。
2010年代前半
- A&G ARTIST ZONE 2h（超!A&G+）
  - A&G ARTIST ZONE 吉田仁美の2h（2012年 - 2013年）
  - A&G ARTIST ZONE 2h Rayの2h（2012年 - 2013年）
  - A&G ARTIST ZONE Geroの2h（2013年 - 2015年）
  - A&G ARTIST ZONE 2h 高木友梨香の2h（2013年）
  - A&G ARTIST ZONE i☆Risの2h（2013年 - 2014年）
  - A&G ARTIST ZONE メゾン・ド・イーコエの2h（2015年）

- アニ○ズのわいわいきゃいきゃい!（2012年、AG-ON※・ニコニコ動画※・HiBiKi Radio Station※・音泉）
- 西山宏太朗と斉藤壮馬のハッピーRADIO!（2013年、ニコニコ動画※）
- 西山宏太朗と土師亜文と別府なるみのハッピーRADIO!（2013年、ニコニコ動画※）
- 西山宏太朗と土師亜文と米内佑希のハピラジ!（2013年 - 、ニコニコ動画※）
- ニッポン朗読アカデミー（2013年 - 2016年、ラジオ大阪・Radital※・HiBiKi Radio Station※・ニコニコ動画※）
- クマ・トモ らじおのじかん（2014年 - 2015年、funラジオ※）
- 宏太朗と裕一郎 ひょろっと男子（2015年 - 2022年、文化放送、超!A&G+※）
- 西山宏太朗が24歳までに叶えたい9つの夢。（2015年、超!A&G+※）
- 西山宏太朗のたろゆめ!（2015年 - 2019年、超!A&G+※）
- 江口拓也・西山宏太朗 今夜も眠らせない…禁断尻ラジオ（2015年 - 、ニコニコ生放送※）
- 大井町クリームソーダのシュワシュワオーバーフロー（2015年 - 2017年、アニメイトTV※）

2010年代後半
- 小松未可子・西山宏太朗 Twilight 〜夕凪のレストラン〜（2016年 - 2017年、文化放送）
- ラジオ キズナイーバー キズラジ（2016年、ニコニコ生放送※、HiBiKi Radio Station※）
- 石川界人と西山宏太朗のサクラダリセット奉仕ラジオ（2017年、ラジオ大阪）
- 大井町クリームソーダのシュワシュワオーバーフロー・エコータイム（2017年 - 、HiBiKi Radio Station※）
- 西山宏太朗・教育委員会（2018年、マンガPark※）
- こちらアルビオン白神研究所!（2019年 - 、FM秋田）
  - 　同一スポンサーによる（TOKYO FM）サンデースペシャル「毎日に夢中!感動プロデューサー小林章一 秋田で感動に出会う旅」（2019年7月28日放送）にも出演

- ラジナタ!（金曜日担当）（2019年5月 - 12月、Backstage Cafe※）
- 三越伊勢丹ラジオショコラ（2021年1月 - 2月※）
- 新しいラジオもど天然でした。（2023年9月29日 - 12月、音泉※、アニプレックス チャンネル（YouTube）※）
- えてぃらじ（2024年3月 - 、AT-DX※）

### ラジオCD
- 大井町クリームソーダ シュワシュワオーバーフロー Vol.1 - 2
- ラジオ キズナイーバー キズラジ vol.1 - 2
- 変態音響監督ヨシダ vs ニッポン朗読アカデミー
- ニッポン朗読アカデミー 活動報告その1

### ナレーション
- 斉藤壮馬の和心を君に（2017年10月11日 - 2018年3月28日、TOKYO MX）
  - 斉藤壮馬の和心を君に 其の弐（2019年7月3日 - ）
- ハロドリ。〜HELLO!PROJECT 25YEARS〜（2023年4月4日 - 、テレビ東京）
- Nコン90 スタートスペシャル〜第90回課題曲発表〜（2023年4月8日、NHK Eテレ）
- 第90回NHK全国学校音楽コンクール（NHK Eテレ）
  - 高等学校の部（2023年10月7日）
  - 小学校の部（2023年10月8日）
  - 中学校の部（2023年10月9日）

### テレビ番組
※はインターネット配信。
- 天才てれびくんYOU （銀のもじもん ぎんじょるの役）
  - 天才てれびくんHello,（2020年、カパスケ、ヨーコ、ビッグ・サム の声 NHK Eテレ）
- 石川英郎のアニ○スタジオ（2011年11月 - 2013年3月、ニコニコ生放送※）[179]
- 声優戦隊ボイストーム7（2013年10月5日 - 12月28日、日本テレビ）[180]
- 美男高校地球防衛部LOVE!ニコ生!〜バトルナマァーズ〜（2014年12月11日 - 2017年7月27日、ニコニコ生放送※）
- 東京乙女レストラン シーズン2 「東京乙女パティスリー」（2015年10月27日 - 12月30日、TOKYO MX[181]）
- 江口拓也の俺たちだって癒されたい!（2016年1月6日 - 3月30日、TOKYO MX）アシスタント
  - 江口拓也の俺たちだってもっと癒されたい!（2016年10月5日 - 2017年3月22日）
  - 江口拓也の俺たちだっても〜っと癒されたい!（2017年10月4日 - 2018年3月21日）
  - 江口拓也の俺たちだってやっぱり癒されたい!（2019年1月9日 - 3月27日）
  - 劇場版 江口拓也の俺たちだって癒されたい!（2021年2月5日公開）
- 西山宏太朗・武内駿輔のB's-LOG FAN MEETING（2016年2月26日 - 2017年4月22日、ニコニコ生放送※）[182]）
- 西山宏太朗の健やかな僕ら（2016年10月12日 - 2017年3月29日、TOKYO MX）
  - 西山宏太朗の健僕ピース!（2018年4月11日 - 9月26日）
- アニソン!プレミアム!2018（2018年12月29日・NHK BSプレミアム / 2018年12月31日・NHK BS4K）- スタジオトーク司会者として
- LIPSS〜イノセントな囁き〜（2019年1月22日 - 6月26日、テレビ埼玉・ニコニコ生放送※）不定期出演
- コレナンデ商会「アルアルマジロ」（2020年1月27日 - 、NHK）不定期出演
- あつまれ！西山宏太朗の家（2020年7月 - 、OPENREC.tv ※）[183]
  - 西山宏太朗のたろ森（2020年12月 - 、OPENREC.tv ※
- オハ!よ〜いどん（2021年3月18日、3月20日、12月17日、12月24日、2022年4月〜毎週月〜水レギュラー放送、NHK Eテレ）オハローの声として
- 声優に丸なげ！（2024年4月 - 、CBCテレビ・BS11・ABEMA※）[184]
- 俺旅！シーズン2（2024年 - 、tvk・テレ玉・チバテレ・KBS京都・サンテレビ）[185]

### 映像商品
- Animelo Summer Live 2016 刻-TOKI- 8.28
- 江口拓也の俺たちだって癒されたい! 1 - 4
  - 江口拓也の俺たちだって癒されたい! 世田谷の旅
  - 江口拓也の俺たちだってもっと癒されたい！1 - 4
  - 江口拓也の俺たちだってもっと癒されたい！ 特別編〜金沢の旅〜
  - 江口拓也の俺癒&西山宏太朗の健僕 有明と調布の旅
  - 江口拓也の俺たちだっても〜っと癒されたい！1 - 4
- 柿原徹也と小野友樹が、とっても楽しんじゃいました!
- 柿原徹也＆西山宏太朗 ちょいもTV in GUAM WITH 岡本信彦
- 斉藤壮馬の和心を君に 3、4
- 声優に丸なげ！ VOL.1[186]
- ツキプロch. シーズン2 Vol. 1、3
  - ツキプロ祭・冬の陣 夜の部：そりくべ祭り
  - S.Q.P. -SQ PARTY 2017 SUMMER-
- 東京乙女レストラン シーズン2 Vol.1 - 4
- 西山宏太朗の健やかな僕ら 1 - 4
  - 西山宏太朗の健僕ピース！1 - 4
- B-PROJECT SUMMER LIVE2018 〜ETERNAL PACIFIC〜[187]
- 美男高校地球防衛部LOVE!LIVE!
  - 美男高校地球防衛部LOVE！LOVE！ALL STAR！
- ボドゲであそぼ 1[188]
- ◯久保◯太郎 第1巻「海久保釣太郎」
  - ◯久保◯太郎 第2巻「乗久保馬太郎」

### 舞台
- Lunatic Syndrome（2013年）
- ニッポン朗読アカデミー（2014年 - 2017年）
  - 真夏の朗読フェスティバル!
  - 朗読劇TARO〜語り継がれし物語・異聞〜
  - 朗読劇 シンデレラ裁判〜愛は赤い毒〜
  - 謎解きはディナーのあとで
- 大井町クリームソーダ（2015年 - [189]）
  - オムニバスストーリー 天使のお仕事
  - オムニバスストーリー ワンルーム★ワンダフル
  - サイバーパンク・ラブストーリー(ペコ)
  - ABIKO
  - 巡愛奇譚
  - シロツメクサ有り余り、そして咲き誇る
  - クリコとクリオの2週間
- 朗読劇「陰陽師 藤、恋せば 篇」（2017年、安倍晴明）
- 朗読劇 おみくじ四兄弟（2019年、青葉）
  - 春はおむすび！（2019年4月7日）
  - 冬の探偵はローストビーフがお好き（2019年12月21日）
  - 秋の大冒険はフォーチューンクッキーとともに（2020年10月11日）
- Reading❤Stage「百合と薔薇」（2019年6月13日）
- 舞台「SHOW MUST GO ON」（2019年9月22日）
- 朗読劇「スマホを落としただけなのに 囚われの殺人鬼」（2020年1月12日、16日）
- 音楽朗読劇『嵐が丘』（2020年2月24日、ヒンドリー/ヘアトン/リントン）
- 舞台「AD-LIVE 2020」（2020年9月6日）
- カナタ presents「カナタ10周年記念公演　あぶな絵、あぶり声〜祭〜」（2020年10月25日）
- 朗読劇「吾輩は猫である　はじまりの漱石」（2020年10月29日、正岡子規/迷亭　他）
- 朗読劇「流離う魂ー小泉八雲の世界ー」（2020年12月26日、小泉八雲　他）
- 朗読劇 ｢スマホを落としただけなのに 戦慄するメガロポリス｣ (2021年3月14日)
- 朗読劇「わたしの幸せな結婚」（2021年7月10日〜7月11日、辰石幸次）
- 朗読劇「太陽のかわりに音楽を。2022」（2022年5月13日/15日、トロイ/三雲）
- 朗読劇「世界から猫が消えたなら」（2022年6月18日、シアター1010）- 悪魔 役[190]
- 扉をあけるその先に〜北斎からドビュッシーまで、響く波の広がり〜（2022年7月14日 - 17日）[191]
- 朗読劇「ハニーレモンソーダ」（2022年9月10日、三浦界）
- CHILL CHILL BOX 9th WHITE BOX 朗読劇「コズミック・タッグ」（2022年12月4日、早乙女智明）
- アクション朗読劇「怪盗探偵 山猫〜黒羊の挽歌〜」（2023年1月14日）
- 朗読劇「瓶詰めの海は寝室でリュズタンの夢をうたった」（2023年9月24日、クラゲ）
- 朗読劇「TheゲーミングinJapan」（2023年10月22日）
- 声優朗読劇 VORLESEN フォアレーゼン 徳島公演 〜傷だらけのインディゴブルー〜（2024年4月21日、斎藤十郎兵衛、蜂須賀治昭）
- 朗読劇「ネコたん！〜猫町怪異奇譚〜」（2024年5月13日、雨宮将太[192]）
- 朗読劇「ニュー・ルネッサンス・イン・パリ」（2024年7月24日）[193]
- 朗読劇「瓶詰めの海は寝室でリュズタンの夢をうたった」〜トノキヨの夏休み〜（2024年9月28日、クラゲ[194]）
- 朗読劇「Weeknight Storytime -超訳文学 夢十夜-」（2024年10月1日・8日）[195]
- 朗読劇「名前を呼んで、もう一度」（2024年11月20日・23日）[196]
- SF空想科学朗読劇「宇宙戦争」(2025年1月12日）[197]
- 音楽朗読劇「陰陽師」2025公演（2025年2月24日、安倍晴明[198]）
- 朗読劇「モノクロの空に虹を架けよう」（2025年3月1日、拓海）[199]
- 音楽朗読劇「仮面の男」〜アレクサンドル・デュマ・ペール「ダルタルニャン物語」より〜（2025年3月8日、ダルタニアン 他 [200][201]）
- コメディ朗読劇CONTELLING「おとといの話」（2025年3月30日）[202]
- 朗読劇「私の頭の中の消しゴム Final Letter」（2025年5月4日、よみうり大手町ホール）[203][204]
- 朗読劇「ROOM」2025（2025年6月27日・29日、シアターサンモール）[205]
- 朗読劇「歌われなかった海賊へ」（2025年8月16日〈予定〉、レオンハルト・メルダース[206]）
- 本読みLIVE「すりあくっ!!!」vol.3（2025年9月23日〈予定〉、雷5656会館 ときわホール）[207]

### CM
- ESBAT（2014年[208]）
- プレミアモバイル「プレモバが村に来た!! いつも近くにプレミアモバイル〜孫も驚く!!おじいちゃんが ＃人気声優 に!?〜」（2017年6月）おじいさんの声[209][210]
- 東亞合成 アロンアルフア 『くっつけ青春プロジェクト』（2018年 - 、九津 剛[211][212]）
- サントリーフーズ『クラフトボス×テラスハウス 「9th WEEK MILK TEA COMING」篇』（2019年、ティー[213][214]）
- T-fal 『電気圧力鍋 クックフォーミー TVCM「ただいま」篇』（2019年 - ）
- アサヒ飲料 アサヒおいしい水天然水 シンプルecoラベル『わたし、シンプル。』編[215]（2023年4月18日 - ）

### その他コンテンツ
- 声優戦隊ボイストーム7（顔出し出演・主題歌 ※soffive[メンバー 1]として）
- CR怨み屋本舗（2015年、巣来間風介）[要出典]
- 『きゅうくつティラノ』オーディオドラマ（2015年、星石[216]）
- 『おみくじ四兄弟』ピクチャードラマ（2016年 - 2021年、青葉[217]）
- 『聴く本劇団「ナナイロ」』ラジオドラマ（2017年、佐久間淳三[218]）
- 森美術館「建築の日本展」（2018年4月25日 - 9月17日、音声ガイド[219]）
- Pokke「三溪園」（2018年9月、音声ガイドアプリ[220]）
- 『冒険者の服、作ります! 〜異世界ではじめるデザイナー生活〜』3分朗読（2018年12月、マリウス[221]）
- 三菱一号館美術館「フィリップス・コレクション展」（2018年10月17日 - 2019年2月11日、音声ガイド）[要出典]
- ようこそ妄想営業部へ❤（2019年 - 2023年、西山コータロー）
- 忠犬もちしば （2020年、おかか）
- 京都市京セラ美術館 コレクションルーム （2020年-、音声ガイド[222]）
- プラネタリウム朗読劇『きみと見た星の物語 冬のダイヤモンド』（2021年2月10日 - 2月16日[223]）
- 奈良国立博物館 特別展「奈良博三昧―至高の仏教美術コレクション―」（2021年7月17日 - 9月12日、音声ガイド[224]）
  - 奈良国立博物館 なら仏像館 こども音声ガイド（2024年、しろぞー[225]）
  - 石川県立美術館「まるごと奈良博」音声ガイド（2024年7月6日 - 8月25日、ナレーション、しろぞー[226]）
- 『大罪竜なんて大嫌い!』コミックス1巻発売記念PV（2021年、ルシアン[227]）
- 『再婚承認を要求します』ハインリ胸キュンセリフ集（2021年、ハインリ[228]）
- 『夜もすがら青春噺し』PV（2022年、千駄ヶ谷勝[229]）
- イケメンボイスフェア2022
  - 『稲妻とロマンス』キャラボイス（2022年、二ノ宮麗央[230]）
  - 『ちょろくてかわいい君が好き』キャラボイス（2022年、巣鷹智春[230]）
- ノーリツ「沸かすアプリ 音声着せ替えサービス」（2023年10月、水の精霊・テキオンディーネ、お湯の精霊・テキオンディーン[231]）
- 西山宏太朗とKAIの『TaroSalon（タロサロン）』
  - ～ぼくたちオンラインネイルサロンはじめちゃいました！～（2023年6月28日 - 10月31日、[232]）
  - Chill time（2024年7月1日 - 11月30日、[233]）
- サンシャイン水族館「夜間特別営業 帰ってきた♡性いっぱい展」（2024年9月6日 - 11月4日、音声ガイド[234]）
- B-PROJECT展-WORLD*EXPO- 音声ガイド（2024年、寺光唯月[235]）

## ディスコグラフィ

### ミニアルバム
|            | 発売日        | タイトル | 規格品番   | 規格品番   | オリコン 最高位 |
| 初回限定盤 | 発売日        | タイトル | 通常盤     |            | オリコン 最高位 |
| ---------- | ------------- | -------- | ---------- | ---------- | --------------- |
| 1st        | 2020年10月7日 | CITY     | LACA-35835 | LACA-15835 | 7位             |
| 2nd        | 2021年7月21日 | Laundry  | LACA-35885 | LACA-15885 | 16位            |

### 映像作品
|     | 発売日       | タイトル                                                                                        | 規格品番 | 規格品番  | オリコン 最高位 |
| DVD | 発売日       | タイトル                                                                                        | Blu-ray  |           | オリコン 最高位 |
| --- | ------------ | ----------------------------------------------------------------------------------------------- | -------- | --------- | --------------- |
| 1st | 2022年5月6日 | 西山宏太朗 お誕生日会「夜が明けたら ねぇ 30歳なの？ラスト20's 今夜最後の魔法を。」Event Blu-ray |          | LABX-8538 | 位              |

### タイアップ曲
| 楽曲             | タイアップ                                                  | 時期   |
| ---------------- | ----------------------------------------------------------- | ------ |
| 真昼どきのステラ | TBSテレビ系『王様のブランチ』2020年10月度エンディングテーマ | 2020年 |
| Sweet Lemonade   | 日本テレビ系『バゲット』2021年7月度エンディングテーマ       | 2021年 |

### キャラクターソング
| 発売日   | 商品名                                                                               | 歌 | 楽曲 | 備考                                                                          |
| 2014年   | 2014年                                                                               | 2014年 | 2014年 | 2014年                                                                        |
| -------- | ------------------------------------------------------------------------------------ | --- | --- | ----------------------------------------------------------------------------- |
| 3月5日   | ミンナノナマエヲイレテクダサイ                                                       | 魔の十四楽団 | 「漢気フルコンボ」 | テレビアニメ『ディーふらぐ！』関連曲                                          |
| 2015年   |                                                                                      | | |                                                                               |
| 1月21日  | 絶対無敵☆Fallin' LOVE☆                                                               | 地球防衛部 | 「絶対無敵☆Fallin' LOVE☆」 | テレビアニメ『美男高校地球防衛部LOVE!』オープニングテーマ                     |
| 1月21日  | 絶対無敵☆Fallin' LOVE☆                                                               | 地球防衛部 | 「Just going now!!」 | テレビアニメ『美男高校地球防衛部LOVE!』関連曲                                 |
| 2月18日  | 美男高校地球防衛部LOVE! キャラクターソングCD1 バトルラヴァーズ SONGS〜LOVE Shower!〜 | 鬼怒川熱史（西山宏太朗） | 「Why So Cool?」 | テレビアニメ『美男高校地球防衛部LOVE!』関連曲                                 |
| 4月29日  | 美男高校地球防衛部LOVE! キャラクターソングCD3 地球防衛部 DUET SONGS〜LOVE Making!〜  | 由布院煙（梅原裕一郎）、鬼怒川熱史（西山宏太朗） | 「凪いだ風の交差点」 | テレビアニメ『美男高校地球防衛部LOVE!』関連曲                                 |
| 5月20日  | 『美男高校地球防衛部LOVE!』BD・DVD 第3巻きゃにめ.jp限定版仕様                        | 鬼怒川熱史（西山宏太朗） | 「絶対無敵☆Fallin' LOVE☆」 | テレビアニメ『美男高校地球防衛部LOVE!』関連曲                                 |
| 8月19日  | Let's Go!! LOVE Summer♪                                                              | 地球防衛部 | 「Let's Go!! LOVE Summer♪」 「LOVE FRIENDS」 | テレビアニメ『美男高校地球防衛部LOVE!』関連曲                                 |
| 12月23日 | あんさんぶるスターズ！ ユニットソングCD Vol.5 流星隊                                 | 流星隊 | 「夢ノ咲流星隊歌」 「天下無敵☆メテオレンジャー！」 | ゲーム『あんさんぶるスターズ！』関連曲                                        |
| 2016年   |                                                                                      | | |                                                                               |
| 3月23日  | キラキラスマイル                                                                     | KiLLER KiNG | 「キラキラスマイル」 「極上フィクション」 | 『B-PROJECT』関連曲                                                           |
| 7月20日  | 沸点突破☆LOVE IS POWER☆                                                              | 地球防衛部 | 「沸点突破☆LOVE IS POWER☆」 | テレビアニメ『美男高校地球防衛部LOVE!LOVE!』オープニングテーマ                |
| 7月20日  | 沸点突破☆LOVE IS POWER☆                                                              | 地球防衛部 | 「Boys Go Straight」 | テレビアニメ『美男高校地球防衛部LOVE!LOVE!』関連曲                            |
| 8月17日  | 『美男高校地球防衛部LOVE!LOVE!』バトルラヴァーズSONGS〜LOVE Fountain!〜              | 鬼怒川熱史（西山宏太朗） | 「ぐるぐる大変EVERYDAY!!」 | テレビアニメ『美男高校地球防衛部LOVE!LOVE!』関連曲                            |
| 9月7日   | 『美男高校地球防衛部LOVE!LOVE!』地球防衛部 DUET SONGS〜LOVE Attack!〜                | 由布院煙（梅原裕一郎）、鬼怒川熱史（西山宏太朗） | 「騒がしき輝きし日々」 | テレビアニメ『美男高校地球防衛部LOVE!LOVE!』関連曲                            |
| 9月28日  | FORBIDDEN★STAR BLACK VERRY 1st（アキト・トヲル・ウラン・シータver）                  | BLACK VERRY | 「優シイ果実」 「Stupid Collection」 | 『FORBIDDEN★STAR』関連曲                                                      |
| 10月12日 | 腐男子高校生活キャラクターソングアルバム                                             | 台後（西山宏太朗） | 「最高の自由へ」 | テレビアニメ『腐男子高校生活』関連曲                                          |
| 10月28日 | SolidSシリーズ QUELL「BELIEVER -祈り-」                                              | QUELL | 「BELIEVER〜祈り〜」 「時を越えて」 「HIKARI」 | キャラクターCD『SQ』関連曲                                                    |
| 10月28日 | 星空ホールへおいでよ♪ メッセージソングCD プリンス編                                  | プリンス（西山宏太朗） | 「星空ホールへおいでよ♪」 「儚くも永遠に続く愛」 | 『星空ホールへおいでよ♪』関連曲                                               |
| 11月23日 | あんさんぶるスターズ！ ユニットソングCD 2nd Vol.05 流星隊                            | 流星隊 | 「五色のShooting☆Star!!!!!」 「流星花火」 | ゲーム『あんさんぶるスターズ！』関連曲                                        |
| 12月21日 | 無敵*デンジャラス                                                                    | B-PROJECT | 「無敵*デンジャラス」 | ゲーム『B-PROJECT 無敵*デンジャラス』オープニングテーマ                       |
| 12月21日 | 無敵*デンジャラス                                                                    | B-PROJECT | 「永久パラダイス」 | 『B-PROJECT』関連曲                                                           |
| 12月21日 | Hungry Wolf                                                                          | KiLLER KiNG | 「Hungry Wolf」 「Twinkle☆Bingo」 | 『B-PROJECT』関連曲                                                           |
| 2017年   |                                                                                      | | |                                                                               |
| 1月25日  | FORBIDDEN★STAR BLACK VERRY 2nd（アキト・トヲル・ウラン・シータver）                  | BLACK VERRY | 「MISTAKE Wah NOISY」 「浮名 SILENT MINORITY」 | 『FORBIDDEN★STAR』関連曲                                                      |
| 3月15日  | Break it down                                                                        | KiLLER KiNG | 「Break it down」 「Ready to YOU!!」 | 『B-PROJECT』関連曲                                                           |
| 3月22日  | glace                                                                                | Alchemist | 「Never Over」 「電脳マトリクス」 「悲しい雨」 | ゲーム『アイ★チュウ』関連曲                                                   |
| 5月24日  | A3! First SPRING EP                                                                  | 春組 | 「Spring has come!」 | ゲーム『A3!』関連曲                                                           |
| 5月26日  | SQ ユニットソング「表裏」シリーズ 表QUELL                                            | QUELL | 「WING」 | キャラクターCD『SQ』関連曲                                                    |
| 6月30日  | SQ QUELL vol.2 I saw a rainbow                                                       | QUELL | 「Seafloor」 「砕かれた霞」 「蒼い水」 | キャラクターCD『SQ』関連曲                                                    |
| 7月19日  | S級パラダイス BLACK                                                                  | B-PROJECT | 「S級パラダイス」 | 『B-PROJECT』関連曲                                                           |
| 7月19日  | S級パラダイス BLACK                                                                  | KiLLER KiNG | 「Blooming Festa!」 | 『B-PROJECT』関連曲                                                           |
| 8月9日   | あんさんぶるスターズ！ ユニットソングCD 3rd Vol.01 流星隊                            | 流星隊 | 「SUPER NOVA REVOLU5TAR」 「GROWING STARRY DAYS」 | ゲーム『あんさんぶるスターズ！』関連曲                                        |
| 8月23日  | 永遠未来☆LOVE YOU ALL☆/心と心で                                                      | 地球防衛部 | 「永遠未来☆LOVE YOU ALL☆」 | OVA『美男高校地球防衛部LOVE!LOVE!LOVE!』オープニングテーマ                    |
| 8月23日  | 永遠未来☆LOVE YOU ALL☆/心と心で                                                      | 地球防衛部 | 「心と心で」 | OVA『美男高校地球防衛部LOVE!LOVE!LOVE!』エンディングテーマ                    |
| 8月25日  | SQ ユニットソング「表裏」シリーズ 裏QUELL                                            | QUELL | 「NEMOPHILA」 | キャラクターCD『SQ』関連曲                                                    |
| 8月30日  | Poisonous Gangster                                                                   | ŹOOĻ | 「Poisonous Gangster」 「LOOK AT…」 | ゲーム『アイドリッシュセブン』関連曲                                          |
| 9月29日  | SQ X Lied vol.4 大&英知                                                              | 堀宮英知（西山宏太朗） | 「虹」 | キャラクターCD『SQ』関連曲                                                    |
| 10月4日  | A3! Blooming SPRING EP                                                               | ルーク［皆木綴（西山宏太朗）］、S［シトロン（五十嵐雅）］ | 「思い出のねじ巻き」 | ゲーム『A3!』関連曲                                                           |
| 10月4日  | A3! Blooming SPRING EP                                                               | 皆木綴（西山宏太朗） | 「ダンデライオンのあくび」 | ゲーム『A3!』関連曲                                                           |
| 10月20日 | Because you are                                                                      | QUELL | 「Because you are」 | テレビアニメ『TSUKIPRO THE ANIMATION』主題歌                                  |
| 12月6日  | アイ★チュウ 〜I★Chu Award 2017ミニアルバム〜                                         | 麗朔空（西山宏太朗） | 「ZOKU ZOKUさせて☆」 | ゲーム『アイ★チュウ』関連曲                                                   |
| 2018年   |                                                                                      | | |                                                                               |
| 1月26日  | TSUKIPRO THE ANIMATION BD・DVD第2巻特典CD                                            | QUELL | 「小さな世界」 | テレビアニメ『TSUKIPRO THE ANIMATION』エンディングテーマ                      |
| 3月7日   | あんさんぶるスターズ！アルバムシリーズ 流星隊                                        | 流星隊 | 「アンリミテッド☆パワー!!!!!」 | ゲーム『あんさんぶるスターズ！』関連曲                                        |
| 3月7日   | あんさんぶるスターズ！アルバムシリーズ 流星隊                                        | 深海奏汰（西山宏太朗） | 「まりんぶるう・らんでぶう」 | ゲーム『あんさんぶるスターズ！』関連曲                                        |
| 3月18日  | ファントム・オブ・ラブ                                                               | KiLLER KiNG | 「ファントム・オブ・ラブ」 | 『B-PROJECT』関連曲                                                           |
| 3月18日  | ファントム・オブ・ラブ                                                               | 寺光唯月（西山宏太朗） | 「umbrella」 | 『B-PROJECT』関連曲                                                           |
| 3月23日  | TSUKIPRO THE ANIMATION BD・DVD第4巻特典CD                                            | QUELL | 「Above the best」 | テレビアニメ『TSUKIPRO THE ANIMATION』エンディングテーマ                      |
| 4月4日   | fleur                                                                                | Alchemist | 「SAVIOR」 「We are I★CHU!」 | ゲーム『アイ★チュウ』関連曲                                                   |
| 5月18日  | TSUKIPRO THE ANIMATION BD・DVD第6巻特典CD                                            | QUELL | 「ありがとう」 | テレビアニメ『TSUKIPRO THE ANIMATION』エンディングテーマ                      |
| 6月15日  | TSUKIPRO THE ANIMATION BD・DVD第7巻特典CD                                            | SOARA、Growth、SolidS、QUELL | 「Dear Dreamer,」 | テレビアニメ『TSUKIPRO THE ANIMATION』エンディングテーマ                      |
| 7月4日   | セカイ系バラエティ 僕声 サウンドトラック                                             | BELLWETHER | 「僕らの意味」 | バラエティ番組『セカイ系バラエティ 僕声』関連曲                               |
| 7月16日  | 快感エブリディ                                                                       | B-PROJECT | 「快感エブリディ」 「After all this time」 | 『B-PROJECT』関連曲                                                           |
| 7月27日  | SQ QUELL 花鳥風月 風編                                                               | 堀宮英知（西山宏太朗） | 「移り気な風」 | キャラクターCD『SQ』関連曲                                                    |
| 7月27日  | SQ QUELL RE:START シリーズ1                                                          | 和泉柊羽（武内駿輔）、堀宮英知（西山宏太朗） | 「Hidden Eclipse」 | キャラクターCD『SQ』関連曲                                                    |
| 9月26日  | Noble Bullet 04 ドイツ統一戦争グループ                                               | ローレンツ（西山宏太朗） | 「青きドナウのリフレイン」 | ゲーム『千銃士』関連曲                                                        |
| 10月3日  | A3! VIVID SPRING EP                                                                  | 春組 | 「春ですね。」 | ゲーム『A3!』関連曲                                                           |
| 10月24日 | あんさんぶるスターズ！アルバムシリーズ Switch                                        | 五奇人 | 「Eccentric Party Night!!」 | ゲーム『あんさんぶるスターズ！』関連曲                                        |
| 10月24日 | あんさんぶるスターズ！アルバムシリーズ MaM                                           | MaM［三毛縞斑（鳥海浩輔）］ with team 牛若丸 | 「辻風に吹かれて」 | ゲーム『あんさんぶるスターズ！』関連曲                                        |
| 11月28日 | スタレボ☆彡 88星座のアイドル革命 THE BEST「STAR REVOLUTION」Vol.2                    | Judgement | 「Horoscope」 「One Love」 | ゲーム『スタレボ☆彡 88星座のアイドル革命』関連曲                              |
| 11月30日 | SQ QUELL RE:START シリーズ3                                                          | QUELL | 「Angel's Ladder」 | キャラクターCD『SQ』関連曲                                                    |
| 12月19日 | アイ★チュウ 〜I★Chu Award 2018ミニアルバム〜                                         | 麗朔空（西山宏太朗）、華房心（村瀬歩） | 「Sweet♥Mid♥Nightmare」 | ゲーム『アイ★チュウ』関連曲                                                   |
| 2019年   |                                                                                      | | |                                                                               |
| 1月30日  | 絶頂*エモーション                                                                    | B-PROJECT | 「絶頂*エモーション」 | テレビアニメ『B-PROJECT〜絶頂*エモーション〜』オープニングテーマ              |
| 1月30日  | 絶頂*エモーション                                                                    | B-PROJECT | 「光と影の時結ぶ」 | テレビアニメ『B-PROJECT〜絶頂*エモーション〜』エンディングテーマ              |
| 2月22日  | SQ QUELL RE:START シリーズ5                                                          | 堀宮英知（西山宏太朗）、久我壱流（野上翔） | 「Fata Morgana」 | キャラクターCD『SQ』関連曲                                                    |
| 3月27日  | B-PROJECT〜絶頂*エモーション〜 BD・DVD第1巻特典CD                                    | KiLLER KiNG | 「光と影の時結ぶ」 | テレビアニメ『B-PROJECT〜絶頂*エモーション〜』エンディングテーマ              |
| 3月27日  | B-PROJECT〜絶頂*エモーション〜 BD・DVD第1巻特典CD                                    | KiLLER KiNG | 「Love Winner」 | テレビアニメ『B-PROJECT〜絶頂*エモーション〜』挿入歌                          |
| 3月27日  | B-PROJECT〜絶頂*エモーション〜 BD・DVD第1巻特典CD                                    | THRIVE、KiLLER KiNG | 「Juggler」 | テレビアニメ『B-PROJECT〜絶頂*エモーション〜』挿入歌                          |
| 4月26日  | SQ QUELL RE:START シリーズ6                                                          | QUELL | 「Double Shooting Stars」 | キャラクターCD『SQ』関連曲                                                    |
| 6月26日  | A3! BRIGHT SPRING EP                                                                 | 春組 | 「Ever☆Blooming!」 | ゲーム『A3!』関連曲                                                           |
| 7月3日   | セカイ系バラエティ 僕声シーズン2 サウンドトラック                                    | BELLWETHER | 「アボカド」 | バラエティ番組『セカイ系バラエティ 僕声 シーズン2』関連曲                     |
| 8月14日  | Stars' Ensemble!                                                                     | 夢ノ咲ドリームスターズ | 「Stars' Ensemble!」 | テレビアニメ『あんさんぶるスターズ！』オープニングテーマ                      |
| 8月28日  | B-PROJECT〜絶頂*エモーション〜 BD・DVD第6巻特典CD                                    | KiLLER KiNG | 「DIVE INTO THE WORLD」 | テレビアニメ『B-PROJECT〜絶頂*エモーション〜』挿入歌                          |
| 8月28日  | B-PROJECT〜絶頂*エモーション〜 BD・DVD第6巻特典CD                                    | B-PROJECT | 「あえて言葉にするなら」 | テレビアニメ『B-PROJECT〜絶頂*エモーション〜』挿入歌                          |
| 9月27日  | SQ「CARDS」シリーズ1巻 QUELL「CLUB」                                                 | QUELL | 「Club the Cage」 「水性のクローバー」 | キャラクターCD『SQ』関連曲                                                    |
| 11月6日  | GETUP! GETLIVE! Steam Rising                                                         | 上原淳也（花江夏樹）、東沢楓（西山宏太朗）、町田瀬那（豊永利行）、大野虎之助（石川界人）、喜多見蓮（阿座上洋平）、狛江一馬（熊谷健太郎）                                         | 「GETUP! GETLIVE!」 | 『GETUP! GETLIVE!』テーマソング                                               |
| 11月13日 | 10秒ミライ                                                                           | KiLLER KiNG | 「10秒ミライ」 「ケセラセッラ」 | 『B-PROJECT』関連曲                                                           |
| 11月27日 | あんさんぶるスターズ！ EDテーマ集 VOL.04                                             | 流星隊 | 「メテオ・スクランブル☆流星隊！」 | テレビアニメ『あんさんぶるスターズ！』エンディングテーマ                      |
| 12月18日 | A3! MIX SEASONS LP                                                                   | 久保田［皆木綴（西山宏太朗）］、宮木［高遠丞（佐藤拓也）］ | 「不屈のチャント」 | ゲーム『A3!』関連曲                                                           |
| 2020年   |                                                                                      | | |                                                                               |
| 1月15日  | Bang!Bang!Bang!                                                                      | ŹOOĻ | 「Bang!Bang!Bang!」 「ZONE OF OVERLAP」 | ゲーム『アイドリッシュセブン』関連曲                                          |
| 3月25日  | KING of CASTE〜Bird in the Cage〜                                                    | B-PROJECT | 「Who is the King?」 | ドラマCD『KING of CASTE〜Bird in the Cage〜』挿入歌                           |
| 3月25日  | KING of CASTE〜Bird in the Cage〜 獅子堂高校ver.                                     | 獅子堂高校 | 「I for you」 | ドラマCD『KING of CASTE〜Bird in the Cage〜』挿入歌                           |
| 5月20日  | Home/オレンジ・ハート                                                                | 春組 | 「Home」 | テレビアニメ『A3!』エンディングテーマ                                         |
| 7月31日  | SQ「CARDS」シリーズ 3巻 QUELL「HEART」                                               | QUELL | 「Love You Forever」 「愛の希望」 | キャラクターCD『SQ』関連曲                                                    |
| 8月26日  | BRAND NEW STARS!!                                                                    | ESオールスターズ | 「BRAND NEW STARS!!」 | ゲーム『あんさんぶるスターズ!!』主題歌                                        |
| 8月26日  | BRAND NEW STARS!!                                                                    | ESオールスターズ | 「Walk with your smile」 | ゲーム『あんさんぶるスターズ!!』関連曲                                        |
| 8月28日  | Dear Dreamer, ver.QUELL                                                              | QUELL | 「Dear Dreamer,」 | テレビアニメ『TSUKIPRO THE ANIMATION』関連曲                                  |
| 9月2日   | Wonderful Octave 棗巳波                                                              | 棗巳波（西山宏太朗） | 「Dejavu」 「Wonderful Octave」 | ゲーム『アイドリッシュセブン』関連曲                                          |
| 11月11日 | Good Liar                                                                            | KiLLER KiNG | 「Good Liar」 「虹色プリズム」 | 『B-PROJECT』関連曲                                                           |
| 11月25日 | einsatŹ                                                                              | ŹOOĻ | 「4-ROAR」 「LOOK AT... -Album Edition-」 「ササゲロ -You Are Mine-」 「Ache」 「Poisonous Gangster -Album Edition-」                                                                        | ゲーム『アイドリッシュセブン』関連曲                                          |
| 11月25日 | einsatŹ                                                                              | 亥清悠（広瀬裕也）、棗巳波（西山宏太朗） | 「Unbalance Shadow」 | ゲーム『アイドリッシュセブン』関連曲                                          |
| 12月2日  | Supernova                                                                            | B-PROJECT | 「Supernova Explosion」 | 『B-PROJECT』関連曲                                                           |
| 12月2日  | Supernova 守護部零壱獣脚隊ver.                                                       | 守護部零壱獣脚隊 | 「ROAR」 | 『B-PROJECT』関連曲                                                           |
| 2021年   |                                                                                      | | |                                                                               |
| 2月24日  | あんさんぶるスターズ!! ESアイドルソング season1 流星隊                               | 流星隊 | 「彗星HALATION」 「BRAND NEW STARS!!」 | ゲーム『あんさんぶるスターズ!!』関連曲                                        |
| 2月26日  | SQ Neo X Lied vol.3 里津花&英知                                                      | 世良里津花（花江夏樹）、堀宮英知（西山宏太朗） | 「アイリス」 | キャラクターCD『SQ』関連曲                                                    |
| 3月24日  | A3! EVER LASTING LP                                                                  | クロウ［皇天馬（江口拓也）］、ベンケイ［皆木綴（西山宏太朗）］ | 「ITTEKI〜義経異聞録〜」 | ゲーム『A3!』関連曲                                                           |
| 6月23日  | FUSIONIC STARS!!                                                                     | ESオールスターズ | 「FUSIONIC STARS!!」 | ゲーム『あんさんぶるスターズ!!』関連曲                                        |
| 7月9日   | YOUR FREEDOM                                                                         | QUELL | 「YOUR FREEDOM」 | テレビアニメ『TSUKIPRO THE ANIMATION 2』主題歌                                |
| 7月21日  | A3! SUNNY SPRING EP                                                                  | 皆木綴（西山宏太朗） | 「The storyteller」 | ゲーム『A3!』関連曲                                                           |
| 9月15日  | GETUP! GETLIVE! For seasoning                                                        | 上原淳也（花江夏樹）、東沢楓（西山宏太朗）、町田瀬那（豊永利行）、大野虎之助（石川界人）、喜多見蓮（阿座上洋平）、狛江一馬（熊谷健太郎）、早島雷（天﨑滉平）、早島央（梶原岳人） | 「OWARAI BANZAI」 | 『GETUP! GETLIVE!』テーマソング                                               |
| 10月6日  | 6つのカケラ                                                                          | 折川悠李（仲村宗悟）、峰岸忍（増田俊樹）、加賀谷晴輝（古川慎）、四ノ森明希人（西山宏太朗）、郡司薫（斉藤壮馬）、佐山正宗（江口拓也）                                             | 「6つのカケラ」 | ボイスドラマ『メゾン ハンダース』主題歌                                       |
| 10月27日 | 流星*ファンタジア                                                                    | B-PROJECT | 「流星*ファンタジア」 「Blue period」 「Seize your light」 | ゲーム『B-PROJECT 流星*ファンタジア』主題歌                                   |
| 11月17日 | B with U ブレイブver.                                                                | KiLLER KiNG | 「Manifest」 | 『B-PROJECT』関連曲                                                           |
| 11月17日 | B with U ブレイブver.                                                                | キタコレ、KiLLER KiNG | 「Vectorial」 | 『B-PROJECT』関連曲                                                           |
| 11月26日 | TSUKIPRO THE ANIMATION2 BD・DVD第1巻特典CD                                           | QUELL | 「僕を誘う声」 | テレビアニメ『TSUKIPRO THE ANIMATION2』エンディングテーマ                     |
| 2022年   |                                                                                      | | |                                                                               |
| 1月22日  | あんさんぶるスターズ!! FUSION UNIT SERIES 06 流星隊 × Knights                        | 流星隊、Knights | 「青春Emergency」 | ゲーム『あんさんぶるスターズ!!』関連曲                                        |
| 1月22日  | あんさんぶるスターズ!! FUSION UNIT SERIES 06 流星隊 × Knights                        | 流星隊 | 「FUSIONIC STARS!!」 | ゲーム『あんさんぶるスターズ!!』関連曲                                        |
| 1月28日  | TSUKIPRO THE ANIMATION2 BD・DVD第3巻特典CD                                           | 大原空（豊永利行）、宗像廉（村田太志）、七瀬望（沢城千春）、世良里津花（花江夏樹）、村瀬大（梅原裕一郎）、和泉柊羽（武内駿輔）、堀宮英知（西山宏太朗）                           | 「神解けに当たる時」 | テレビアニメ『TSUKIPRO THE ANIMATION2』エンディングテーマ                     |
| 3月25日  | TSUKIPRO THE ANIMATION2 BD・DVD第5巻特典CD                                           | QUELL | 「夜通しの黙考」 | テレビアニメ『TSUKIPRO THE ANIMATION2』エンディングテーマ                     |
| 8月17日  | CROSSOVER ROTATION                                                                   | IDOLiSH7、TRIGGER、Re:vale、ŹOOĻ | 「CROSSOVER ROTATION」 | ゲーム『アイドリッシュセブン』関連曲                                          |
| 8月17日  | CROSSOVER ROTATION                                                                   | ŹOOĻ | 「CROSSOVER ROTATION -Focus on ŹOOĻ- 」 | ゲーム『アイドリッシュセブン』関連曲                                          |
| 11月9日  | IMPERIAL CHAIN                                                                       | ŹOOĻ | 「IMPERIAL CHAIN」 「Murky Oath」 | テレビアニメ『アイドリッシュセブン Third BEAT!(第2クール)』エンディング主題歌 |
| 12月14日 | Źenit                                                                                | ŹOOĻ | 「BLACK TIGER」 「Insomnia」 「SUNRIZE」 「RIDING」 | ゲーム『アイドリッシュセブン』関連曲                                          |
| 2023年   |                                                                                      | | |                                                                               |
| 8月10日  | 結歌叛唱                                                                             | 純位志献官 総員 | 「結歌叛唱」 | ゲーム『結合男子』主題歌                                                      |
| 12月6日  | Źquare                                                                               | ŹOOĻ | 「No Sacrifice」 「DOMINO」 「NEVER LOSE, MY RULE」 「輪舞」 「Murky Oath -Album Edition-」 「Survivor」 「STRONGER & STRONGER」 「IMPERIAL CHAIN -Album Edition-」 「Utopia」 「CONQUEROR」 | ゲーム『アイドリッシュセブン』関連曲                                          |
| 2024年   |                                                                                      | | |                                                                               |
| 6月26日  | あんさんぶるスターズ！アルバムシリーズ MaM                                           | MaM［三毛縞斑（鳥海浩輔）］ with team 牛若丸 | 「辻風に吹かれて」 | ゲーム『あんさんぶるスターズ!!』関連曲                                        |
| 6月26日  | Stars' Ensemble!                                                                     | 夢ノ咲ドリームスターズ | 「Stars' Ensemble!」 | ゲーム『あんさんぶるスターズ!!』関連曲                                        |
| 6月26日  | BRAND NEW STARS!!                                                                    | ESオールスターズ | 「BRAND NEW STARS!!」 「Walk with your smile」 | ゲーム『あんさんぶるスターズ!!』関連曲                                        |
| 6月26日  | FUSIONIC STARS!!                                                                     | ESオールスターズ | 「FUSIONIC STARS!!」 | ゲーム『あんさんぶるスターズ!!』関連曲                                        |

### その他参加楽曲
| 発売日         | 商品名                                                | 歌                       | 楽曲                                                                                 | 備考                                                                    |
| -------------- | ----------------------------------------------------- | ------------------------ | ------------------------------------------------------------------------------------ | ----------------------------------------------------------------------- |
| 2012年12月26日 | Stride!                                               | アニ○ズ                  | 「Stride!」                                                                          | ニコニコ生放送『石川英郎のアニ○スタジオ』関連曲                         |
| 2012年12月26日 | Stride!                                               | ファンシーカレー         | 「スクランブル！アニ○戦隊」                                                          | ニコニコ生放送『石川英郎のアニ○スタジオ』関連曲                         |
| 2013年12月18日 | 声優戦隊ボイストーム7 音楽集 ボイストームミュージック | soffive                  | 「C.A.L.L.I.N.G」                                                                    | モーションコミック『声優戦隊ボイストーム7』オープニングテーマ           |
| 2013年12月18日 | 声優戦隊ボイストーム7 音楽集 ボイストームミュージック | soffive                  | 「VOICE OF LOVE」 「君の帰る場所」                                                   | モーションコミック『声優戦隊ボイストーム7』エンディングテーマ           |
| 2017年6月30日  | 江口拓也の俺癒&西山宏太朗の健僕 主題歌集              | 西山宏太朗               | 「プカプカペンギン」                                                                 | テレビ番組『西山宏太朗の健やかな僕ら』エンディングテーマ                |
| 2017年6月30日  | 江口拓也の俺癒&西山宏太朗の健僕 主題歌集              | 西山宏太朗               | 「明日のストライド」                                                                 | テレビ番組『西山宏太朗の健やかな僕ら』挿入歌                            |
| 2017年6月30日  | 江口拓也の俺癒&西山宏太朗の健僕 主題歌集              | 江口拓也、西山宏太朗     | 「君に続く旅」                                                                       | テレビ番組『江口拓也の俺たちだって癒されたい!』エンディングテーマ       |
| 2017年6月30日  | 江口拓也の俺癒&西山宏太朗の健僕 主題歌集              | 江口拓也、西山宏太朗     | 「オレンジスカイ」                                                                   | テレビ番組『江口拓也の俺たちだってもっと癒されたい!』エンディングテーマ |
| 2017年6月30日  | 江口拓也の俺癒&西山宏太朗の健僕 主題歌集              | Tバッカーズ              | 「Stand by you！」                                                                   | テレビ番組『江口拓也の俺たちだっても〜っと癒されたい!』挿入歌           |
| 2022年4月24日  | サイクル☆サイクル                                     | 山村響 feat.西山宏太朗   | 「Rudder feat.西山宏太朗 -Neko Hacker Remix-」                                       | 山村響の6thシングル                                                     |
| 2023年11月15日 | Dawn                                                  | 羽多野渉 with 西山宏太朗 | 「ミチシルベ 〜星と旅人〜（with 西山宏太朗）(朗読)」 「星と旅人（with 西山宏太朗）」 | 羽多野渉 初のコンセプトミニアルバム                                     |

### 作詞
- デビューミニアルバム『CITY』収録曲（2020年）
  - チキプーアワー
  - とびきりの夜はここにある
  - タイムマシン
- 2ndミニアルバム『Laundry』収録曲（2021年）
  - サラダの日には

## 書籍
- 美男高校地球防衛部LOVE! フォトブック「バトルラヴァーズの日常」（2015年4月29日）
- パーソナルブック「西山さん家の宏太朗くん」（2016年4月28日、主婦と生活社）978-4-391-14859-6
- 西山宏太朗フォトエッセイ「たろりずむ」（2017年12月22日、主婦の友社）978-4-074-26940-2
- HACObook 2ndシーズン「ヘンゼルとグレーテル×西山宏太朗」（2019年8月30日 、株式会社ムービック）4549743240411
- フォトブック「たろりにすと」（2021年2月13日、主婦の友インフォス）978-4-07-442212-8
- フォトブック「たろりてぃっく」（2023年6月29日、イマジカインフォス）978-4-07-455108-8